# بني سليمان الشرقية
قرية بنى سليمان الشرقية هي إحدى القرى التابعة لمركز بنى سويف في محافظة بني سويف في جمهورية مصر العربية. حسب إحصاءات سنة 2006، بلغ إجمالي السكان في بنى سليمان الشرقية 5122 نسمة، منهم 2600 رجل و2522 امرأة.